# Peter Braumüller
Peter Braumüller (* 1959 in Wiener Neustadt) ist ein österreichischer Versicherungsmathematiker und Jurist. Er war zwischen 2008 und 2014 Vorsitzender des Exekutivkomitees der International Association of Insurance Supervisors. Zwischen März und September 2021 leitete er interimistisch die europäische Versicherungsaufsichtsbehörde EIOPA, für die er seit Anfang 2016 als stellvertretender Vorsitzender tätig ist.

## Beruflicher Werdegang
Nach dem Studium der Versicherungsmathematik an der TU Wien und dem der Rechtswissenschaft an der Universität Wien ging Braumüller 1983 zum Bundesministerium für Finanzen, um dort im Bereich der Versicherungsaufsicht zu arbeiten. 1999 stieg er dort zum Leiter der Versicherungsaufsicht auf, ehe er nach Bildung der FMA als unabhängiger Behörde im April 2002 dort dieselbe Position bekleidete.
Nachdem Braumüller zwischen 1993 und 1994 im Rahmen der Europäischen Freihandelsassoziation im für den Finanzsektor zuständigen Büro tätig gewesen war, nahm er im Oktober 2008 erneut ein Amt auf internationalem Parkett wahr, als er zum Vorsitzender des Exekutivkomitees der IAIS gewählt wurde. Im Oktober 2014 wurde er nach sechs Jahren an der Spitze des Gremiums vom deutschen BaFin-Präsidenten der Versicherungs- und Pensionsfondsaufsicht Felix Hufeld als Vorsitzender des Exekutivkomitees der IAIS abgelöst.
Zudem saß Braumüller im Vorstand des CEIOPS und gehört seit Januar 2011 zu den sechs Mitgliedern des Verwaltungsrates der im selben Monat neu gegründeten europäischen Versicherungsaufsichtsbehörde EIOPA; Anfang 2016 wurde er als stellvertretender Vorsitzender der vom Portugiesen Gabriel Bernardino geleiteten europäischen Aufsicht bestätigt. Im November 2020 wurde er für vier weitere Jahre wiedergewählt. Nach dem Ausscheiden Bernardinos Ende Februar 2021 übernahm er interimistisch bis zur Bestimmung eines Nachfolgers dessen Aufgaben als Leiter der Behörde. Zum 1. September des Jahres trat die vormalige niederländische Zentralbankerin Petra Hielkema den Vorsitz an, Braumüller rückte wieder auf seinen Stellvertreterposten zurück. 